# Warschau-West
Warschau-West (powiat warszawski zachodni) is een Pools district (powiat) in de Poolse provincie Mazovië. Het district heeft een totale oppervlakte van 532,99 km² en telt 111.899 inwoners (2014).

## Steden
- Błonie
- Łomianki
- Ożarów Mazowiecki

## Gemeenten
- Błonie
- Łomianki
- Ożarów Mazowiecki
- Izabelin
- Kampinos
- Leszno
- Stare Babice

Stadsdistricten:
Ostrołęka · Płock · Radom · Siedlce · Warschau (Warszawa)

Districten:
Białobrzegi · Ciechanów · Garwolin · Gostynin · Grodzisk Mazowiecki · Grójec · Kozienice · Legionowo · Lipsko · Łosice · Maków Mazowiecki · Mińsk Mazowiecki · Mława · Nowy Dwór Mazowiecki · Ostrołęka · Ostrów Mazowiecka · Otwock · Piaseczno · Płock · Płońsk · Pruszków · Przasnysz · Przysucha · Pułtusk · Radom · Siedlce · Sierpc · Sochaczew · Sokołów Podlaski · Szydłowiec · Warschau-West · Węgrów · Wołomin · Wyszków · Zwoleń · Żuromin · Żyrardów